# Samsung Galaxy M51
Samsung Galaxy M51 — смартфон середнього рівня, розроблений Samsung Electronics, що входить до серії Galaxy M, особливістю якого став акумулятор з великим об'ємом. Був представлений 31 серпня 2020 року.

## Дизайн
Передня панель виконана зі скла Corning Gorilla Glass 3+. Задня панель та бокова частина виготовлені з глянцевого пластику.
Знизу знаходяться роз'єм USB-C, 3,5 мм аудіороз'єм, динамік та мікрофон. Зверху розташований другий мікрофон. З лівого боку розміщений слот під 2 SIM-картки і карту пам'яті формату microSD до 512 ГБ. З правого боку розміщені кнопки регулювання гучності та кнопка блокування, в яку вбудований сканер відбитків пальців.
Samsung Galaxy M51 продавався в 3 кольорах: чорному, синьому та білому. В Україні пристрій був доступним тільки в чорному та білому кольорах.

## Технічні характеристики

### Апаратне забезпечення

#### Платформа
Пристрій отримав процесор Qualcomm Snapdragon 732G з графічним процесором Adreno 618.

#### Акумулятор
Galaxy M51 отримав акумуляторну батарею з великим на час випуску об'ємом 7000 мА·год. Також присутня підтримка швидкої зарядки на 25 Вт та зворотної зарядки по дроту.

#### Камера
Модель отримала основну квадрокамеру 64 Мп, f/1.8 (ширококутний) з фазовим автофокусом + 12 Мп, f/2.2 (надширококутний) з кутом огляду 123° + 5 Мп, f/2.4 (макро) + 5 Мп, f/2.4 (сенсор глибини) та фронтальну камеру 32 Мп, f/2.0 (ширококутний). Основна та фронтальна камери вміють записувати відео в роздільній здатності 4K@30fps.

#### Екран
Екран Super AMOLED Plus, 6.7", FullHD+ (2400 × 1080) зі щільністю пікселів 393 ppi, співвідношенням сторін 20:9 та Infinity-O (круглим) вирізом під фронтальну камеру, що знаходиться зверху в центрі.

#### Пам'ять
Galaxy M51 продавався в комплектаціях 6/128 та 8/128 ГБ. В Україні офіційно була доступна тільки конфігурація 6/128 ГБ.

### Програмне забезпечення
Смартфон був випущений на One UI 2.1 на базі Android 10 і Був оновлений до One UI 4.1 на базі Android 12.

## Рецензії
Оглядач з ITC.ua поставив Samsung Galaxy M51 4,5 балів із 5. До переваг оглядач відніс дисплей, автономність і рівень оснащення, а до недоліків — слизький корпус та відсутність стереозвуку.